# Pasiphila charybdis
Pasiphila charybdis là một loài bướm đêm trong họ Geometridae.